# Nokia 7.1
Il Nokia 7.1 è uno smartphone del 2018 a marchio Nokia sviluppato da HMD Global, successore dei Nokia 7 e 7 Plus e predecessore del Nokia 7.2.

## Caratteristiche tecniche

### Hardware
Il Nokia 7.1 è uno smartphone con form factor di tipo slate, le cui dimensioni sono di 149.7 x 71.2 x 8 millimetri e pesa 160 grammi.
Il dispositivo è dotato di connettività GSM, CDMA, HSPA, LTE, di Wi-Fi 802.11 a/b/g/n/ac dual-band con supporto a hotspot e Wi-Fi Direct, di Bluetooth 5.0 con A2DP, EDR, aptX ed LE, di GPS con A-GPS, BDS e GLONASS e di NFC. Ha una porta microUSB OTG 2.0 di tipo C 1.0 ed un ingresso per jack audio da 3.5 mm.
Il Nokia 7.1 è dotato di schermo touchscreen capacitivo da 5,84 pollici di diagonale e angoli arrotondati, di tipo IPS LCD, HDR10, con aspect ratio 19:9 e risoluzione Full HD+ 1080 x 2280 pixel (densità di 432 pixel per pollice). Lo schermo è protetto da un Gorilla Glass 3. Il frame laterale è in alluminio, il retro in vetro.
La batteria agli ioni di litio da 3060 mAh non è removibile dall'utente. Supporta la ricarica rapida a 18 W.
Il chipset è uno Snapdragon 636. La memoria interna, di tipo eMMC 5.1, è di 32/64 GB, espandibile con microSD, mentre la RAM è di 3/4 GB.
La fotocamera posteriore ha due sensori, uno da 12 megapixel con apertura f/1.8 e uno da 5 MP di profondità (per effetti come il Bokeh), con f/2.4; è dotata di autofocus Dual Pixel, HDR, ottiche Zeiss e doppio flash LED dual-tone, con registrazione video 4K a 30 fps (o in Full HD a 30 fps con stabilizzazione EIS), mentre la fotocamera anteriore, inserita nel notch superiore, è da 8 megapixel con apertura f/2.0 e con registrazione video Full HD a 30 fps.

### Software
Il sistema operativo è Android, in versione Android 8.1 Oreo, con Android One, aggiornabile fino ad Android 10.

## Commercializzazione
Il dispositivo è stato rilasciato a ottobre 2018, ed è presente sia in versione "mono" che dual SIM.